# Isabel Dean
Pour les articles homonymes, voir Dean.
Isabel Dean (nom de scène d’Isabel Hodginkson), née le 29 mai 1918 à Aldridge (Midlands de l'Ouest) et morte le 27 juillet 1997 à Wandsworth (Grand Londres), est une actrice anglaise.

## Biographie
Dès la fin des années 1930, Isabel Dean joue au théâtre en Angleterre. À Londres, évoquons La Maison du péril d'Arnold Ridley (1940, avec Francis L. Sullivan et Ian Fleming), Hamlet de William Shakespeare (1944, avec John Gielgud dans le rôle-titre et Leslie Banks), Two Stars for Comfort de John Mortimer (1962, avec Esmond Knight et Trevor Howard), L'Habilleur (en) de Ronald Harwood (1980-1981, avec Tom Courtenay et Freddie Jones) et Breaking the Code (en) de Hugh Whitemore (1986-1987, avec Derek Jacobi et Michael Gough). 
Hors la capitale britannique, citons The Duchess and the Smugs de Pamela Frankau (en) (Bristol, 1954-1955, avec Michael Gwynn et Martita Hunt) et Moving House de Fay Weldon (Farnham, 1976, avec Alfred Burke).
Au cinéma, elle contribue à vingt films (majoritairement britanniques, parfois américains ou en coproduction), depuis Les Amants passionnés de David Lean (1949, avec Ann Todd et Claude Rains) jusqu'à Cinq jours, ce printemps-là de Fred Zinnemann (1982, avec Sean Connery et Betsy Brantley). Entretemps, mentionnons Virgin Island de Pat Jackson (1958, avec John Cassavetes et virginia Maskell), Cyclone à la Jamaïque d'Alexander Mackendrick (1965, avec Anthony Quinn et James Coburn) et Les Doigts croisés de Dick Clement (1971, avec Kirk Douglas et Marlène Jobert).
À la télévision britannique, elle apparaît dans quarante-et-une séries à partir de 1953, dont Les Mystères d'Orson Welles (un épisode, 1973), Moi Claude empereur (un épisode, 1976) et Inspecteur Morse (ultime prestation à l'écran, un épisode, 1990).
S'ajoutent quinze téléfilms (parfois d'origine théâtrale) dès 1948, dont The Weather in the Streets (en) de Gavin Millar (1983, avec Michael York et Lisa Eichhorn), l'antépénultième ; les deux derniers sont diffusés en 1986.
De 1953 jusque dans les années 1970 (divorce), Isabel Dean est mariée au scénariste anglais William Fairchild (1918-2000). Elle meurt en 1997, à 79 ans, laissant deux filles nées de cette union.

## Théâtre en Angleterre (sélection)

### Londres
- 1940 : La Maison du péril (Peril at End House) d'Arnold Ridley (d'après le roman éponyme d'Agatha Christie) : Maggie Buckley
- 1940 : Hands Across the Sea (en) de Noël Coward : l'officier Walters
- 1940 : Tout est bien qui finit bien (All's Well That Ends Well) de William Shakespeare : Mariana
- 1942-1945 : Amour pour amour (Love for Love) de William Shakespeare : Jenny
- 1944 : Hamlet de William Shakespeare : une dame de la cour
- 1944-1945 : Le Songe d'une nuit d'été (A Midsummer Night's Dream) de William Shakespeare : rôle non spécifié
- 1949 : The Foolish Gentlewoman de Margery Sharp : Jacqueline Brown
- 1962 : Two Stars for Comfort de John Mortimer : Mme Turner
- 1968-1969 : The Hotel in Amsterdam de John Osborne : Margaret
- 1977 : Half-Life de Julian Mitchell (en), mise en scène de Waris Hussein : rôle non crédité
- 1980-1981 : L'Habilleur (en) de Ronald Harwood : Her Ladyship[1]
- 1982 : In Praise of Love (en) de Terence Rattigan : Lydia Cruttwell
- 1982 : Ladies in Retirement de Reginald Denham et Edward Perry : Ellen Creed[2]
- 1986-1987 : Breaking the Code (en) de Hugh Whitemore : Sara Turing

### Autres lieux
- 1954-1955 : The Duchess and the Smugs de Pamela Frankau (en), mise en scène de John Van Druten (Bristol) : rôle non spécifié
- 1972 : Bonne fête, Esther (en) (The Deep Blue Sea) de Terence Rattigan (Nottingham) : Hester Collyer
- 1976 : Vecherniy Svet (Evening Light) d'Alexeï Arbouzov, adaptation d'Ariadne Nicholaeff (Bristol) : rôle non spécifié
- 1976 : Moving House de Fay Weldon (Farnham) : Lucy

## Filmographie partielle

### Cinéma
- 1949 : Les Amants passionnés (The Passionate Friends) de David Lean : Pat Stratton
- 1952 : L'Inconnu de Monaco (en) (24 Hours of a Woman's Life) de Victor Saville : Mlle Johnson
- 1952 : The Last Page de Terence Fisher : May Harman
- 1953 : Gilbert et Sullivan (en) (The Story of Gilbert and Sullivan) de Sidney Gilliat : Mme Gilbert
- 1955 : Out of the Clouds de Basil Dearden : Mme Malcolm
- 1958 : Davy de Michael Relph : Mlle Carstairs
- 1958 : Virgin Island de Pat Jackson : Mme Lomax
- 1962 : Lumière sur la piazza (Light in the Piazza) de Guy Green : Mlle Hawtree
- 1965 : Cyclone à la Jamaïque (A High Wind in Jamaica) d'Alexander Mackendrick : Alice Thornton
- 1966 : D pour danger (A Man Could Get Killed) de Ronald Neame et Cliff Owen : Mlle Bannister
- 1969 : Ah Dieu ! que la guerre est jolie (Oh! What a Lovely War) de Richard Attenborough : Lady French
- 1971 : Les Doigts croisés (To Catch a Spy) de Dick Clement : Celia
- 1974 : Un homme voit rouge (Ransom) de Caspar Wrede (en) : Mme Palmer
- 1980 : Le lion sort ses griffes (Rough Cut) de Don Siegel : Mme Willis
- 1982 : Cinq jours, ce printemps-là (Five Days One Summer) de Fred Zinneman : la mère de Kate

### Télévision

#### Séries
- 1960 : Barnaby Rudge (en), saison unique, 9 épisodes : Mme Rudge
- 1971 : Sense and Sensibility, mini-série, 4 épisodes : Mme Dashwood
- 1973 : Les Mystères d'Orson Welles (Orson Welles Great Mysteries), saison unique, épisode 6 Money to Burn d'Alan Gibson et Orson Welles : Christine Kaye
- 1976 : Moi Claude empereur (I, Claudius), mini-série, épisode 7 La Déesse (Queen of Heaven) d'Herbert Wise : Lollia
- 1990 : Inspecteur Morse (Inspector Morse), saison 4, épisode 2 Les Péchés de leurs pères (The Sins of the Fathers) : Isobel Radford

#### Téléfilms
- 1973 : The Man in the Wood d'Alan Gibson : Mme Farren
- 1979 : The Old Crowd de Lindsay Anderson : Betty
- 1983 : The Weather in the Streets (en) de Gavin Millar : Mme Curtis